# Baie Lazare
Baie Lazare é um distrito das Seicheles localizado na região sul da Ilha de Mahé com uma área de  12.06 km² , é limítrofe com Takamaka ao sul e com Anse Royale ao leste.
Segundo o censo de 2010 a população era de 3,608 habitantes com 1,639 sendo homens e 1,969 mulheres, com uma densidade de 332.9 km².  Em 2021 a população foi estimada em 4,015 habitantes.